# Fuensanta
Fuensanta é um município da Espanha na província de Albacete, comunidade autónoma de Castilla-La Mancha, de área 24,03 km² com população de 369 habitantes (2004) e densidade populacional de 13,99 hab/km².

## Demografia
| Variação demográfica do município entre 1991 e 2004 | Variação demográfica do município entre 1991 e 2004 | Variação demográfica do município entre 1991 e 2004 | Variação demográfica do município entre 1991 e 2004 |
| --------------------------------------------------- | --------------------------------------------------- | --------------------------------------------------- | --------------------------------------------------- |
| 1991                                                | 1996                                                | 2001                                                | 2004                                                |
| 420                                                 | 401                                                 | 367                                                 | 336                                                 |